# Sete pontes de Königsberg

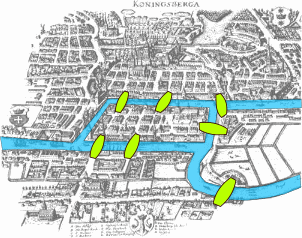
Mapa de Königsberg no tempo de Euler mostrando o layout real das sete pontes, destacando o rio Pregel e as pontes.

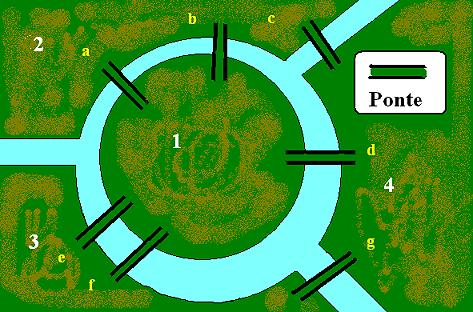
Esquema de pontes

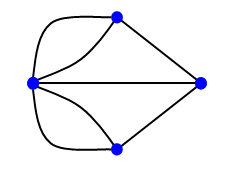
Grafo estilizado das pontes

Sete pontes de Königsberg, ou, na sua forma portuguesa, de Conisberga, é um famoso problema histórico da matemática resolvido por Leonhard Euler em 1736, cuja solução negativa originou a teoria dos grafos.
O problema é baseado na cidade de Königsberg (território da Prússia até 1945, atual Kaliningrado), que é cortada pelo Rio Prególia, onde há duas grandes ilhas que, juntas, formam um complexo que na época continha sete pontes, conforme mostra a figura ao lado. Das sete pontes originais, uma foi demolida e reconstruída em 1935, duas foram destruídas durante a Segunda Guerra Mundial - especificamente durante o bombardeamento de Königsberg, em agosto de 1944. e outras duas foram demolidas para dar lugar a uma única via expressa. Atualmente apenas duas pontes são da época de Leonhard Euler.
Discutia-se nas ruas da cidade a possibilidade de atravessar todas as pontes sem repetir nenhuma. Havia-se tornado uma lenda popular a possibilidade da façanha quando Euler, em 1736, provou que não existia caminho que possibilitasse tais restrições.
Euler usou um raciocínio muito simples. Transformou os caminhos em linhas e suas intersecções em pontos, criando possivelmente o primeiro grafo da história. Então percebeu que só seria possível atravessar o caminho inteiro passando uma única vez em cada ponte se houvesse exatamente zero ou dois pontos de onde saísse um número ímpar de caminhos. A razão de tal coisa é que de cada ponto deve haver um número par de caminhos, pois será preciso um caminho para "entrar" e outro para "sair". Os dois pontos com caminhos ímpares referem-se ao início e ao final do percurso, pois estes não precisam de um para entrar e um para sair, respectivamente. Se não houver pontos com número ímpar de caminhos, pode-se (e deve-se) iniciar e terminar o trajeto no mesmo ponto, podendo esse ser qualquer ponto do grafo. Isso não é possível quando temos dois pontos com números ímpares de caminhos, sendo obrigatoriamente um o início e outro o fim.

## As sete pontes
| Ponte          | Nome em português | imagem |
| -------------- | ----------------- | ------ |
| Schmiedebrücke | Ponte do Ferreiro |        |
| Köttelbrücke   | Ponte Conectora   |        |
| Grüne Brücke   | Ponte Verde       |        |
| Krämerbrücke   | Ponte do Mercado  |        |
| Holzbrücke     | Ponte de Madeira  |        |
| Hohe Brücke    | Ponte Alta        |        |
| Honigbrücke    | Ponte do Mel      |        |